# 無線通用序列匯流排

無線通用序列匯流排的標誌

無線通用序列匯流排（Wireless Universal Serial Bus，正式縮寫Wireless USB，通常縮寫WUSB或無線USB）是一種的高頻寬的短距離無線傳輸技術，将通用序列匯流排（USB）2.0的技術的速度和易用性和无线技術的便捷性结合起来。
無線通用序列匯流排的無線傳輸技術是基於WiMedia聯盟（WiMedia Alliance）的超寬頻（Ultra-WideBand）的無線廣播技術。它能在3米範圍內以480Mb/s作傳輸，並能在10米範圍內以110Mb/s作傳輸。比外，它的運载頻率十分廣，可在3.1GHz至10.6GHz频率范围内使用。因此，在不同地區內使用基于無線通用序列匯流排相关技术的设备，能依照當地的法律而調整至合適、合法的頻率，這樣可使無線通用序列匯流排及其裝置能在世界各地廣泛应用。

## 應用
無線通用序列匯流排與通用序列匯流排的應用相若，也能應用在遊戲手掣、列印機、影像掃描器、數碼相機、MP3播放器、硬盘和等。
此外無線通用序列匯流排的技術也十分適合传送并行视频串流。

## 開發歷史
- 2004年2月17日[2]

無線通用序列匯流排促進組織（Wireless USB Promoter Group，或稱無線通用序列匯流排推廣小組）成立，並初步制定了無線通用序列匯流排的技术标准。當時小组成員包括傑爾、惠普、英特爾、微軟、日本電氣、飛利浦及三星。
- 2005年5月

無線通用序列匯流排促進組織公布了無線通用序列匯流排完整的技术标准。而Ellisys、LeCroy等公司也能提供開發協助工具（相容性測試工具）以協助無線通用序列匯流排的技術開發。
- 2006年6月

USB開發者論壇（USB Implementers Forum，简称USB-IF）首次以實物示範了五個不同廠牌的裝置（包括軟件及硬件）同時使用。一台手提電腦使用以Alereon的晶片運作的英特爾的主机适配器，連接至以瑞昱（Realtek）的晶片運作的飛利浦高清影像播放器。而所有無線通用序列匯流排设备的驅動程式是由微軟提供。
- 2006年10月

美國聯邦通信委員會正式認可了首個主机有线适配器（HWA）和设备有线适配器（DWA）的無線通用序列匯流排完全实现方案。该方案可以同时应用于室内和室外。
- 2007年11月

多個電腦周邊裝置廠牌開始推出無線通用序列匯流排的集線器，D-Link的DUB-9240。
而電腦主機廠牌Lenovo及DELL，各有一個型號的手提電腦（分別為Lenovo 61及DellInspiron 1720）成了首批獲得USB-IF認證的無線通用序列匯流排的主控制器。

## 主控制器有線轉接器、裝置有線轉接器，及多用途裝置
無線通用序列匯流排能容許127個裝置同時連接至主控制器。因為它是以無線傳輸，並沒有傳輸線及插頭，所以在連接時不用集線器（Hub）。
不過，一些沒有無線主控制器的電腦使用無線裝置時，則要裝上特別的轉接器。其頻寬為2.4 GHz，一般也只能用在人機介面裝置（Human Interface Device、HID、人工介面裝置），即滑鼠、鍵盤等。
裝置有線轉接器及無線裝置一般也需要額外電源運作，而主控制器有線轉接器則可由通用序列匯流排取得電源。

## 無線通用序列匯流排與藍牙
無線通用序列匯流排和藍牙是兩種基於不同協議下的無線傳輸技術，雙方也希望能成功佔有大部份的使用率。
無線通用序列匯流排是一種高頻寬下運作的無線協議，而可用範圍及頻寬也比WiFi低。但資料傳輸率比藍牙高。

## 外部連結
- USB開發者論壇（USB-IF）USB.org首頁
- 無線通用序列匯流排促進組織首頁
- 無線通用序列匯流排的規格
- Wimedia/MBOA 聯盟
- USB Central （页面存档备份，存于）
- Wireless USB News (english)